# Ha Lyngkha Bneng
Pour plus de détails, voir Fiche technique et Distribution.
Ha Lyngkha Bneng (litt. « Les Champs-Élysées ») est un film dramatique indien en langue khasi réalisé par Pradip Kurbah (en) et sorti en 2025.
Le film a été sélectionné pour la compétition principale du 47e Festival international du film de Moscou en avril 2025, au cours duquel il remporte le St-Georges d'or du meilleur film,.

## Synopsis
Le film raconte l'histoire d'un village isolé du Meghalaya qui se vide progressivement de ses habitants en raison de l'exode rural. Il explore les thèmes de la solitude, de la résilience et de la force des liens humains à travers le prisme de l'amitié et de la survie.

## Fiche technique
- Titre original : Ha Lyngkha Bneng[4],[5],[6]
- Réalisation : Pradip Kurbah (en)
- Scénario : Paulami Duttagupta
- Photographie : Pradip Daimary
- Montage : Badeimon Kharshiing
- Musique : Sumir Dewri Damlong, Saptak Sarkar, Sayantan Ghosh
- Production : Morjina Kurbah, Jova P. Kurbah, Arpana Kurbah
- Sociétés de production : Kurbah Films, Hello Meghalaya, Pomus New Horizons, Ka Knup Creatives, Cat N Mouse Entertainment
- Pays de production :  Inde
- Langues originales : khasi
- Format : Couleurs
- Genre : film dramatique
- Durée : 123 minutes
- Dates de sortie :
  - Russie : 22 avril 2025 (Festival international du film de Moscou)

## Distribution
- Richard Kharpuri : Complete
- Helena Duiia : Helen
- Baia Marbaniang : Maia
- Albert Mawrie : Livingstone
- Merlvin Mukhim : Promise
- Jeetesh Sharma : Friday
- Casty Mary Pyngrope
- Mebabhok Marbaniang
- Monalisa Rymbai
- Rionaldo Warlapih
- Niggie Gillmore Pyngrope
- Anderson Damon Warlapih

## Exploitation
Le projet est sélectionné à la fois pour le Marché asiatique des projets cinémtographiques à Pusan, en Corée du Sud, et pour le Marché de la coproduction au Film Bazaar 2020, organisé par la Société nationale indienne de développement cinématographique (en). La production du film s'est étalée sur deux ans, capturant l'essence des quatre saisons, et a été tournée à Sohra, dans l'État du Meghalaya, et ses environs, mettant en valeur les paysages fascinants et la richesse culturelle de la région.